# Miranda (Mond)
Miranda (auch Uranus V) ist der vierzehntinnerste der 29 bekannten sowie der kleinste und innerste der fünf großen Monde des Planeten Uranus. Miranda besteht größtenteils aus Wassereis und zeichnet sich durch eine besonders komplexe Oberfläche mit vielen Kratern und Grabensystemen (Rupes) mit außergewöhnlicher Tiefe aus.

## Entdeckung und Benennung
Miranda wurde am 16. Februar 1948 als fünfter Uranusmond von dem niederländisch-amerikanischen Astronomen Gerard Peter Kuiper am McDonald-Observatorium in Texas entdeckt, 161 Jahre nach der Entdeckung von Titania und Oberon.
Alle Monde des Uranus sind nach Figuren von William Shakespeare oder Alexander Pope benannt, was auf einen Vorschlag des Astronomen John Herschel, Sohn des Uranus-Entdeckers Wilhelm Herschel, zurückgeht. Miranda ist in Shakespeares Komödie Der Sturm die Tochter des Magiers Prospero, des rechtmäßigen Herzogs von Mailand. Miranda war der erste von zehn Monden, die nach einer Figur aus diesem Stück benannt sind.

## Bahneigenschaften

### Umlaufbahn
Miranda umkreist Uranus auf einer prograden, fast perfekt kreisförmigen Umlaufbahn in einem mittleren Abstand von rund 129.900 km (ca. 5,081 Uranusradien) von dessen Zentrum, also rund 104.300 km über dessen Wolkenobergrenze. Die Bahnexzentrizität beträgt 0,0013, die Bahn ist 4,34° gegenüber dem Äquator von Uranus geneigt.
Die Umlaufbahn des nächstinneren Mondes Mab ist im Mittel 31.650 km von Mirandas Orbit entfernt, die des nächstäußeren Mondes Ariel etwa 61.000 km.
Miranda ist der erste Mond des Uranussystems, der sich gänzlich außerhalb der Ringe befindet. Die Außenkante des äußersten μ (My)-Staubringes ist etwa 27.000 km vom Miranda-Orbit entfernt.
Miranda umläuft Uranus in einem Tag, 9 Stunden, 55 Minuten.

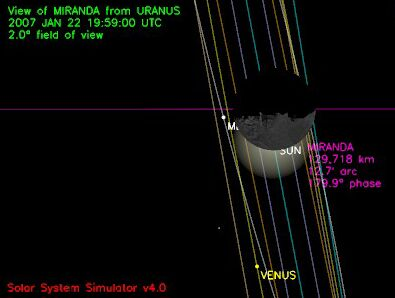
Simulation einer Sonnenfinsternis am 22. Januar 2007 auf Uranus durch Miranda

Da Miranda wie Uranus die Sonne relativ zur Rotation praktisch auf der Seite umkreist, zeigt ihre Nord- bzw. Südhemisphäre zur Zeit der Sonnenwende entweder direkt zur Sonne oder von ihr weg, was zu extremen jahreszeitlichen Effekten führt. Das bedeutet, dass die Pole von Miranda während eines halben Uranusjahres von 42 Jahren in permanenter Dunkelheit liegen oder von der Sonne beschienen werden. Während der Sonnenwende steht die Sonne daher nahe dem Zenit über den Polen. Während des Voyager-2-Vorbeifluges im Jahre 1986, der sich fast zur Sonnenwende ereignete, zeigten die Südhemisphären von Uranus und seinen Monden in Richtung Sonne, während die Nordhemisphären in völliger Dunkelheit lagen. Während der Tag-und-Nacht-Gleiche, bei der sich die Äquatorebene mit der Richtung zur Erde kreuzt und die sich ebenfalls alle 42 Jahre ereignet, sind gegenseitige Bedeckungen der Uranusmonde und Sonnenfinsternisse auf Uranus möglich. Eine Reihe dieser Ereignisse fand zuletzt 2007 bis 2008 statt.
Gegenwärtig besitzt Miranda keine Bahnresonanz mit anderen Monden. In ihrer Geschichte befand sie sich jedoch möglicherweise in einer 5:3-Resonanz mit Ariel sowie einer 3:1-Resonanz mit Umbriel, die möglicherweise für die innere Aufheizung von Miranda verantwortlich waren.

## Physikalische Eigenschaften

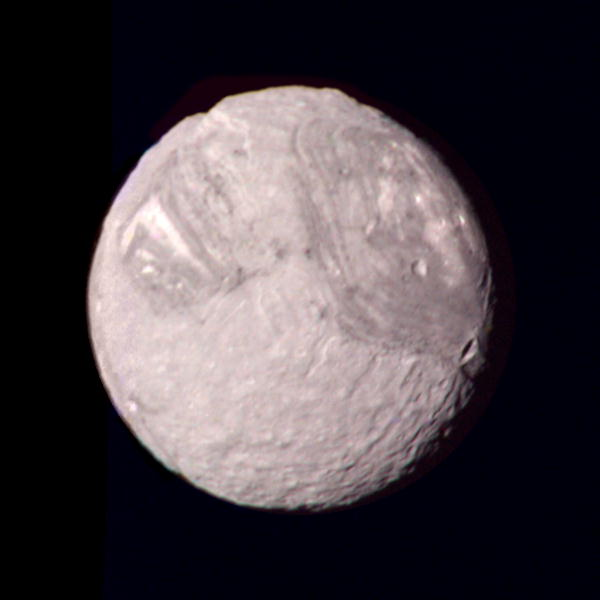
Miranda aus 147.000 km Entfernung

### Größe
Miranda ist etwas unregelmäßig geformt mit Abmessungen von 480 × 468,4 × 465,8 km. Bemerkenswert ist, dass ihr Äquatordurchmesser größer als ihr Poldurchmesser ist, was im Sonnensystem bei großen bis mittelgroßen Monden ausgesprochen selten ist. Ihre Oberfläche besitzt eine hohe Albedo von 0,32, d. h. 32 % des von der Sonne eingestrahlten Lichts werden reflektiert. Dies entspricht etwa der Reflektivität von Wüsten auf der Erde. Die Größe von Miranda ähnelt am ehesten der des Saturnmondes Enceladus oder der des Neptunmondes Proteus. Voyager 2 erforschte 45 bis 50 % der Oberfläche, vorwiegend – wie bei allen Uranusmonden – die Südhemisphäre näher.

### Innerer Aufbau
Miranda ist überwiegend (etwa 80 %) aus Wassereis, mit Anteilen von silikatischem Gestein, und Kohlenstoffverbindungen, wie Methan, zusammengesetzt. Aufgrund der Zusammensetzung weist sie eine geringe Dichte von 1,214 g/cm3 auf. Die Schwerebeschleunigung an ihrer Oberfläche beträgt 0,079 m/s2, was weniger als 1 % der irdischen entspricht.

### Oberfläche

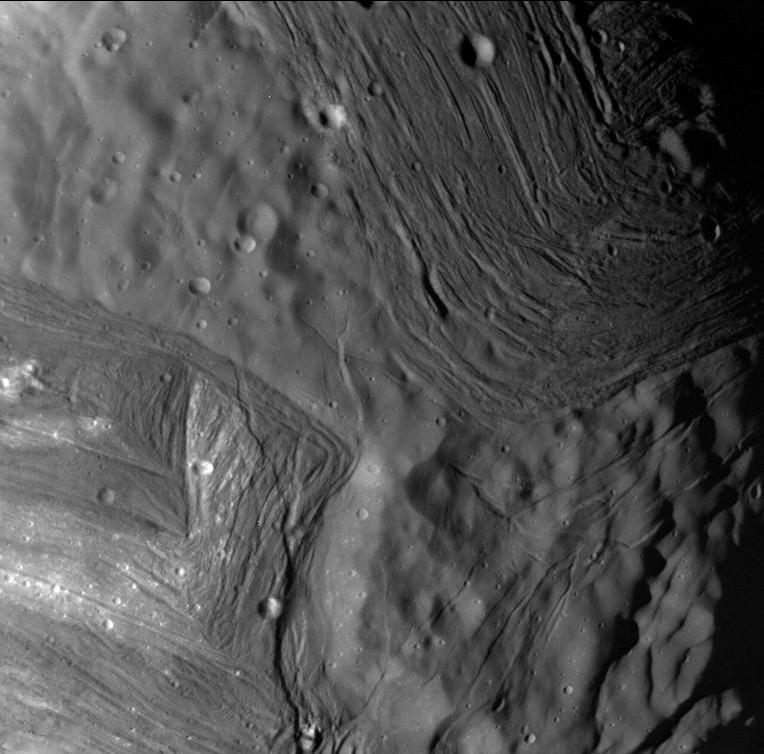
Nahaufnahme eines Teils der Inverness Corona im linken unteren Bildviertel.

Miranda wurde im Januar 1986 beim Vorbeiflug der Raumsonde Voyager 2 fotografiert und vermessen. Ihre Oberfläche weist extreme Verwerfungen, bruchstückhafte Muster und ein Netz von Canyons auf, die mit Verona Rupes bis zu 20 km tief sind. Kein anderer bekannter Himmelskörper weist derartige Strukturen auf, weshalb Miranda der geologisch interessanteste der Uranusmonde ist. Die maximale Oberflächentemperatur von Miranda beträgt −189 °C (84 K); im Mittel sind es jedoch nur etwa geschätzte −213 °C (60 K).
Die Gesamtfläche von Miranda beträgt etwa 700.000 km2, dies entspricht in etwa der Größe von Frankreich, Österreich, der Schweiz und Slowenien zusammengenommen.

#### Coronae
Die augenfälligsten Strukturen auf Mirandas Oberfläche sind die sogenannten Coronae (lat. für Kränze), die sich von der kraterübersäten Umgebung stark unterscheiden. Auf ihnen sind nur wenige Krater vorhanden, was auf ein jüngeres Alter hinweist. Allgemein sind die Coronae etwas dunkler als die Umgebung, die Albedo beträgt in helleren Regionen 0,32 bis 0,33, in dunkleren zwischen 0,25 und 0,26. Die die Coronae umgebenden helleren Hochländer haben einen Albedowert von im Mittel 0,29.

##### Inverness Corona
Diese Struktur, die für ihre winkelförmige Anordnung bekannt ist und nach Inverness (Schottland), einer Ortschaft in Shakespeares Macbeth benannt ist, stellt eine Senke im umgebenden Hochland dar und misst in ihrer maximalen Ausdehnung 234 km. Die Helligkeitsunterschiede in dieser Formation sind außergewöhnlich groß, die Albedo variiert von 0,20 bis mindestens 0,40. Bei der Bildung dieses komplexen Gebietes geht man von einem kryovulkanischen Ursprung aus.
Die Inverness Corona befindet sich nahe dem geographischen Südpol von Miranda, der sich unmittelbar am Ende des längeren Teil des hellen Winkels und der Grenze zum Hochland anschließt. Nach Norden hin wird sie von den Argier Rupes begrenzt, einem tiefen Grabensystem mit Klippen, das sich von der Elsinore Corona zu der Verona Rupes erstreckt.

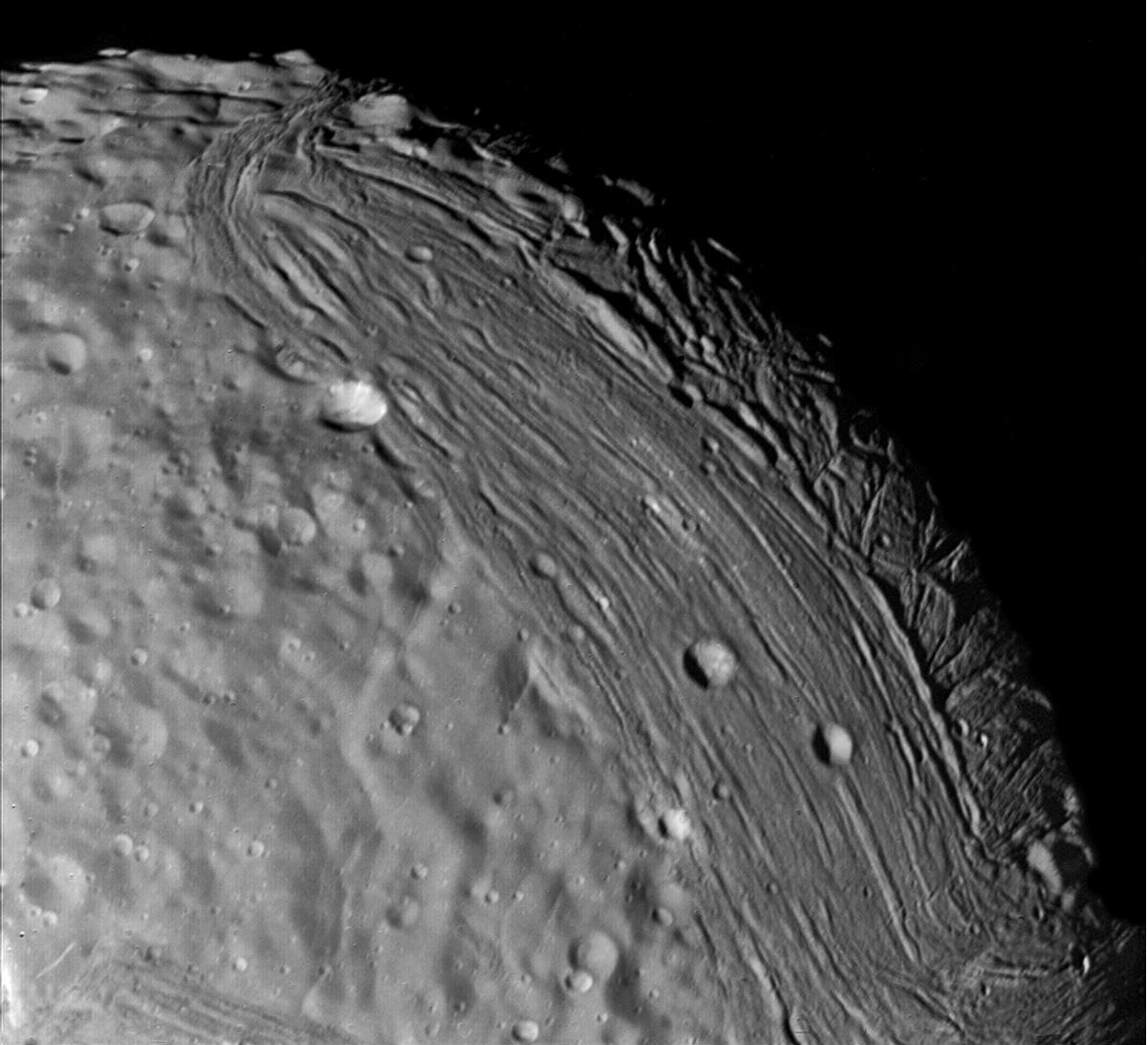
Nahaufnahme der Elsinore Corona in der rechten Bildhälfte, rechts die Ephesus Regio.

##### Elsinore Corona

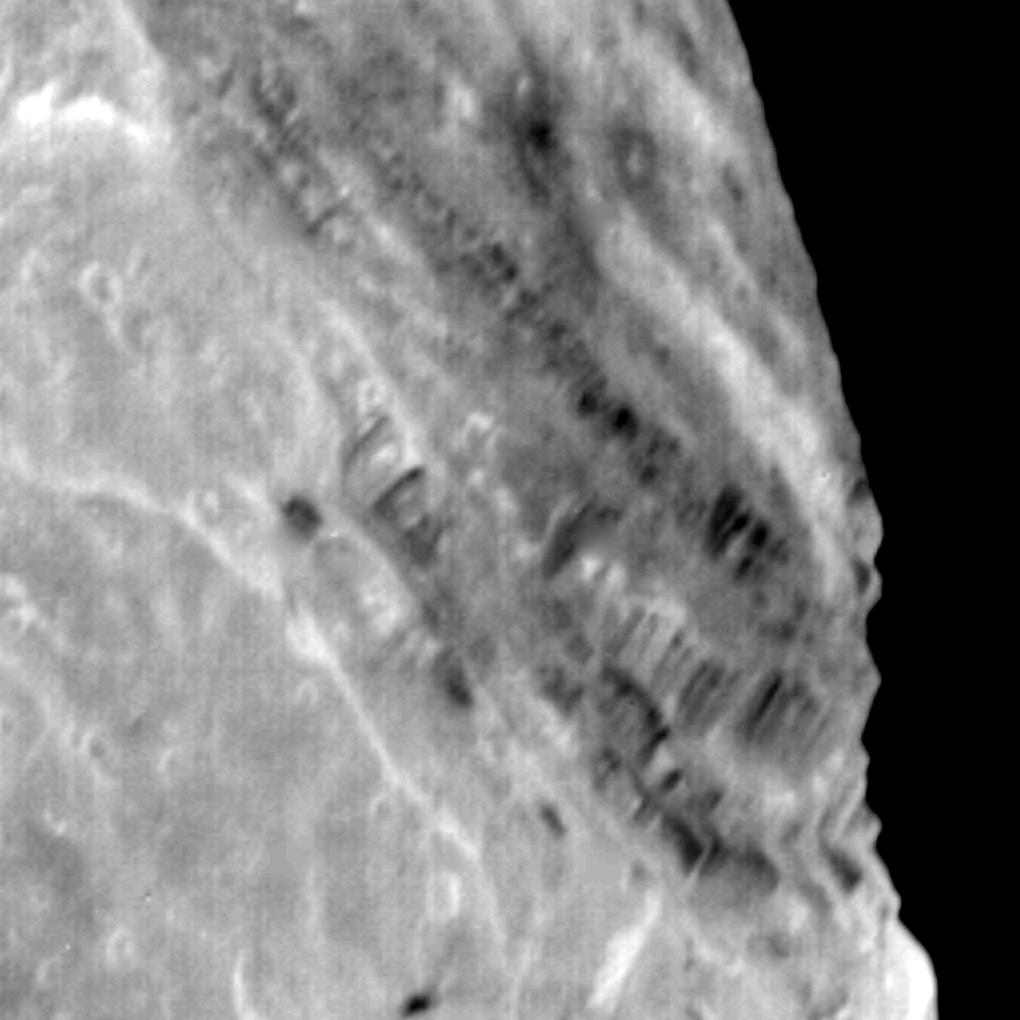
Aufnahme von Hängen und anderen Merkmalen der Arden Corona

Dieses an eine Rennbahn erinnernde Gebilde, das Strukturen auf dem Jupitermond Ganymed ähnelt, wurde nach Elsinore (englischer Name für Helsingør, Dänemark) nach Shakespeares Hamlet benannt. Die parallelen Furchen, die sich um die 30° südlich des Äquators von West nach Ost erstrecken und Naples Sulcus genannt werden, vollführen am Ostende eine Richtungsänderung von über 90° und setzen sich nach Norden hin unter dem Namen Syracusa Sulcus fort. Nach Norden und nach Osten hin wird die Elsinore Corona von der stark zerklüfteten Ephesus Regio und der gebirgigen Sicilia Regio begrenzt. Der größte Krater der Elsinore Corona, der die Grenze zum Hochland nach Süden hin schneidet, wird Stephano genannt. Die Elsinore Corona erstreckt sich über 323 km, also knapp 70 % des gesamten Monddurchmessers.

##### Arden Corona
Arden Corona, die nach dem Ardenner Wald (Ardennen) in Shakespeares Wie es euch gefällt benannt ist, erstreckt sich über 318 km und gleicht in der Länge also der Elsinore Corona, ist jedoch wesentlich breiter. Diese Struktur scheint durch großflächiges Upwelling entstanden zu sein. Der einzige bislang benannte Krater der Arden Corona fällt durch seine große Helligkeit auf und wird Gonzalo genannt.

#### Regiones
Das die Coronae umgebende Hochland wird in vier bislang benannte Regionen unterteilt, die Mantua Regio, Dunsinane Regio, Sicilia Regio und Ephesus Regio genannt werden. Die beiden erstgenannten erinnern an die Hochländer auf dem Erdmond oder dem Saturnmond Mimas. Die Mantua Regio ist die ausgedehnteste Struktur auf Miranda und besitzt eine Ausdehnung von 399 km, während Dunsinane Regio einen Durchmesser von 244 km besitzt.
Die Sicilia Regio (Ausdehnung 170 km) zeichnet sich durch besonders hohe Berge aus und weist Furchen auf, die denen auf dem Marsmond Phobos ähneln. Die Ephesus Regio (Ausdehnung 225 km), die erst 1997 so genannt wurde und sich nördlich an die Elsinore Corona anschließt, stellt eine eigene, besonders unregelmäßig zerfurchte und zernarbte Region dar. Auf den bisherigen Aufnahmen ist nur ein kleiner Teil dieser Region sichtbar.
Die Regionen wurden wie alle Oberflächenstrukturen auf Miranda nach Shakespeare-Stücken benannt, namentlich Mantua (Italien) aus Romeo und Julia und Zwei Herren aus Verona, dem Dunsinane Hill aus Macbeth, Sicilia aus Das Wintermärchen und Ephesus (Türkei) aus Die Komödie der Irrungen.

#### Rupes

##### Verona Rupes

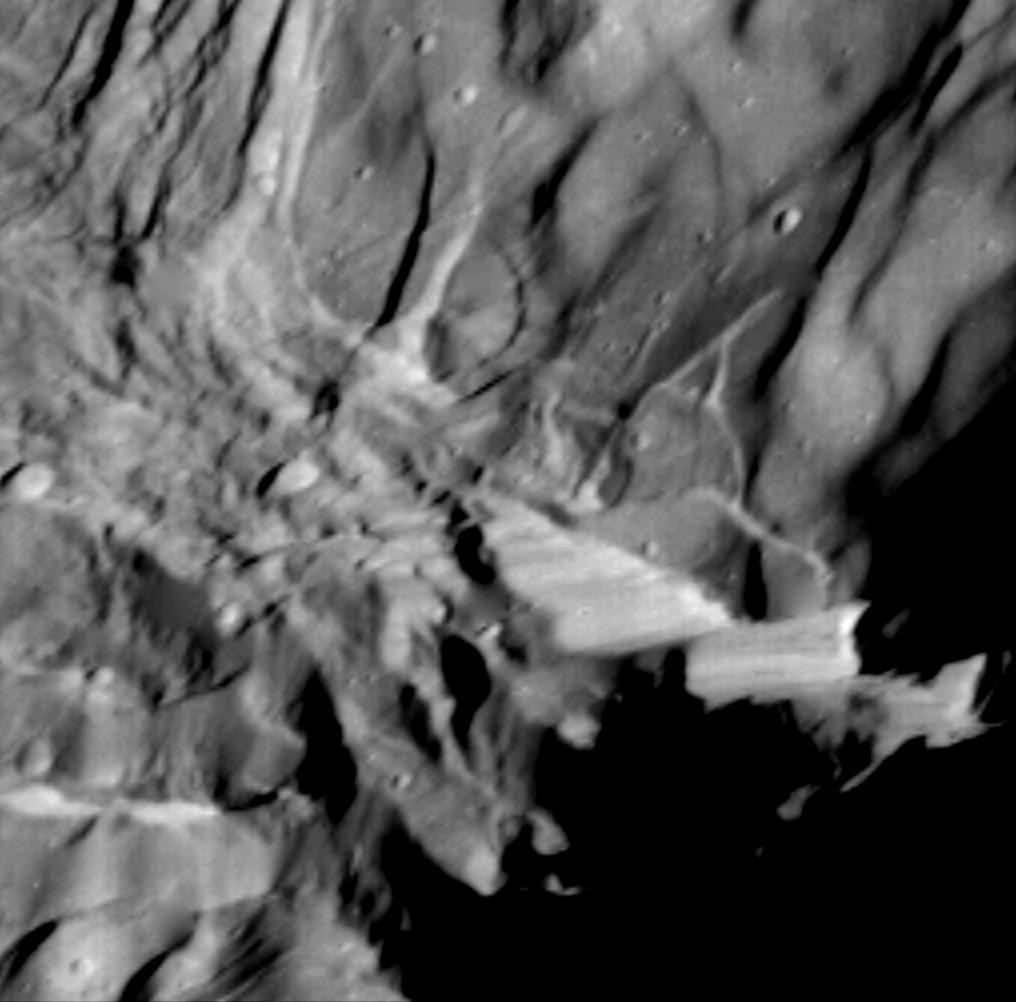
Nahaufnahme von Miranda mit der Klippe Verona Rupes. Norden ist etwa rechts.

Miranda verfügt über zwei ausgedehnte Grabensysteme, die durch ihre steilen hochwandigen Klippen (lat. Rupes) auffallen und im Sonnensystem einzigartig sind. Aufgrund der geringen Anziehungskraft von Miranda würde ein Stein etwa 20 Minuten brauchen, um von den höchsten Klippen bis in den Graben zu fallen. Insbesondere Verona Rupes, die nach dem Ort der Handlung in Shakespeares Romeo und Julia benannt ist, ist besonders bekannt, da die Höhe dieser Klippe geschätzte 20 km beträgt und durch ihre zufällige Nähe zur Tag-Nacht-Grenze zum Zeitpunkt des Voyager-2-Vorbeifluges, bei der Oberflächenstrukturen eines Körpers durch die Schattenbildung besonders deutlich sichtbar sind, medienwirksam fotografiert wurde. Verona Rupes trennt die Sicilia Regio von der Dunsinane Regio und erstreckt sich in Nord-Süd-Richtung.

##### Argier Rupes

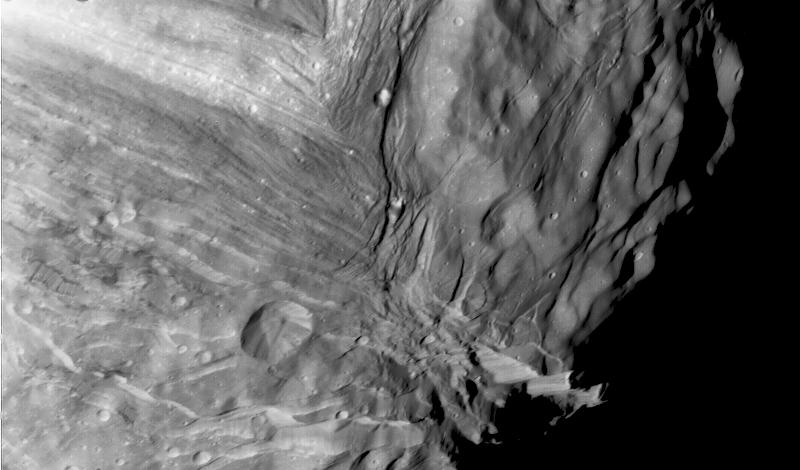
Nahaufnahme von Argier Rupes (Bildmitte von oben nach unten) und Verona Rupes (rechte untere Bildhälfte) und den großen Kratern Alonso und Prospero

Dieses Grabensystem, benannt nach Algier in Shakespeares Der Sturm, verläuft von der Elsinore Corona ausgehend in West-Ost-Richtung und trennt die Inverness Corona im Süden von der Sicilia Regio im Norden. Die Hänge auf der Nordseite von Argier Rupes sind deutlich höher und werden gegen Osten hin flacher; an seinen Ausläufern, in deren Nähe der größte benannte Krater Alonso befindet, schließt sich die Verona Rupes an. Zur Inverness Corona hin sind die Hänge nicht so hoch, jedoch wesentlich steiler.

#### Krater
Von den unzähligen Einschlagkratern auf Miranda sind bisher lediglich sieben von der Internationalen Astronomischen Union (IAU) offiziell benannt worden, gemäß der USGS-Nomenklatur alle nach Figuren von Shakespeares Der Sturm. Die benannten Krater liegen alle im kraterübersäten Hochland, mit Ausnahme des Kraters Stephano, der sich am Rande der Elsinore Corona befindet. Der größte benannte Krater ist mit 25 km Alonso. Fünf der sieben Kraternamen wurden auch für die von 1997 bis 2003 entdeckten neun irregulären äußeren Uranusmonde verwendet, namentlich für Francisco, Ferdinand, Prospero, Stephano und Trinculo.
| Name      | Durchmesser (km) | Koordinaten                             | Namensherkunft                                   |
| --------- | ---------------- | --------------------------------------- | ------------------------------------------------ |
| Alonso    | 25,0             | 44° 00′ S 352° 36′ E / 44,0° S 352,6° E | Alonso, König von Neapel in Der Sturm            |
| Prospero  | 21,0             | 32° 54′ S 329° 54′ E / 32,9° S 329,9° E | Prospero, der Magier und Hauptfigur in Der Sturm |
| Ferdinand | 17,0             | 34° 48′ S 202° 06′ E / 34,8° S 202,1° E | Ferdinand, König Alonsos Sohn in Der Sturm       |
| Stephano  | 16,0             | 41° 06′ S 234° 06′ E / 41,1° S 234,1° E | Stephano, der betrunkene Butler in Der Sturm     |
| Francisco | 14,0             | 73° 12′ S 236° 00′ E / 73,2° S 236,0° E | Francisco, ein Lord von Neapel in Der Sturm      |
| Trinculo  | 11,0             | 63° 42′ S 163° 24′ E / 63,7° S 163,4° E | Trinculo, der Hofnarr in Der Sturm               |
| Gonzalo   | 11,0             | 11° 24′ S 77° 00′ E / 11,4° S 77,0° E   | Gonzalo, ein Lord von Neapel in Der Sturm        |

## Entstehungstheorien

### Die Kollisionstheorie
Durch die Allgegenwärtigkeit von Einschlagskratern und den mosaikartigen Strukturen der Oberfläche wurde diese Theorie bald nach dem Vorbeiflug von Voyager 2 erstellt. Demnach wurde der Mond in seiner Geschichte offensichtlich einmal oder mehrmals auseinandergerissen und setzte sich aufgrund der eigenen Schwerkraftwirkung wieder zusammen. Als Ursache wurde angenommen, dass entweder starke Gezeitenkräfte des Uranus den Mond zerrissen haben, oder er durch eine Kollision mit einem anderen Himmelskörper zertrümmert wurde, wobei die letztere Theorie wahrscheinlicher zu sein schien. Diese Theorie gilt heutzutage als überholt, da sich keine Hinweise auf solche Ereignisse mehr finden ließen.

### Die Bahnresonanztheorie
Theoretische Modelle der orbitalen Evolution des Uranussystems liefern Hinweise darauf, dass Miranda sich in ihrer Frühzeit in einer 5:3-Bahnresonanz mit dem Mond Ariel sowie einer 3:1-Resonanz mit Umbriel befunden hatte. Diese Theorie, die heute allgemein als gültig angesehen wird, wird dadurch gestützt, dass die heute zu beobachtende Bahnneigung etwa zehnmal höher ist als bei den anderen regulären Uranusmonden. Danach geriet Miranda immer nach drei Umläufen in den gravitativen Einflussbereich von Umbriel bzw. nach fünf Umläufen in denjenigen von Ariel. In beiden Fällen wurde Miranda dadurch zusätzliche Bahnenergie geliefert. Dies führte dazu, dass Mirandas Umlaufbahn zunehmend exzentrischer wurde und in ihrer Periapsis in stärkeren Einfluss von Uranus’ Gezeitenkräften geriet. Die Folge davon war, dass sich Teile von Mirandas Innerem aufheizten, Diapire von wärmerem Wassereis nach oben stiegen und tektonische Prozesse in Gang setzten, die die heute sichtbaren Strukturen wie die Coronae und die Faltengebirge formten. Nach einer gewissen Zeit entkam Miranda jedoch der Resonanz mit Umbriel, was durch die geringere Abplattung von Uranus und die – relativ gesehen – größeren Monde im Vergleich zu Jupiter und Saturn begünstigt wurde. Als Folge dessen kühlte der Mond wieder aus.

## Erforschung

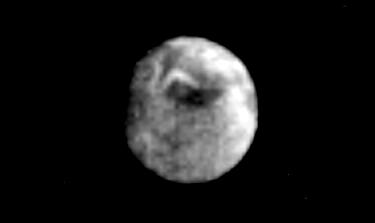
Voyager-2-Aufnahme aus 1,38 Millionen km Entfernung

Nach der Entdeckung 1948 durch Gerard Kuiper war mehrere Jahrzehnte außer den Bahnparametern über Miranda nicht viel bekannt. Der Mond war zu klein und zu weit entfernt, um ihn mit erdgebundenen Teleskopen näher aufzulösen. Der große Durchbruch erfolgte im Januar 1986 beim Vorbeiflug der Voyager-2-Raumsonde an Uranus. Die Rotationsachse des Planeten wies, als Folge der hohen Achsneigung von 98°, zu diesem Zeitpunkt in Richtung Erde, so dass die Monde von Uranus nicht wie bisher bei Jupiter und Saturn auf der Äquatorebene einzeln angeflogen werden konnten, sondern sich deren Orbits wie eine Zielscheibe um den Planeten herum anordneten und der Planet quasi getroffen werden musste. Dies bedeutete, dass in Abständen von etwa zwei Tagen von allen Monden des Uranus jeweils nur die Südhemisphäre fotografiert werden konnte – die denkbar ungünstigste Position für einen Vorbeiflug. Zudem musste man sich für einen Mond entscheiden, da ein naher Vorbeiflug bei einem zwangsläufig große Abstände zu allen anderen bedingte.
Da man Voyager 2 weiter zu Neptun lenken wollte, war die Voraussetzung dafür ein naher Uranus-Vorbeiflug. Daraus ergab sich, dass nur Miranda nahe passiert werden konnte, welche für die beteiligten Wissenschaftler aufgrund deren Größe und der vermeintlichen Annahme einer geologisch toten Welt wie der Saturnmond Mimas, anfänglich nicht das bevorzugte Ziel war. Es war also ein purer Glücksfall, dass die interessanteste Oberfläche des Uranussystems von nahem aufgenommen werden konnte. Voyager 2 passierte Miranda am 24. Januar 1986 in einer Entfernung von 29.000 km und schickte eine Reihe von hoch aufgelösten Bildern zur Erde.